# Bravo! (telenovela)
Bravo! é uma telenovela brasileira produzida e exibida pela TV Globo de 16 de junho de 1975 a 30 de janeiro de 1976, em 198 capítulos. Substituiu Cuca Legal e foi substituída por Anjo Mau, sendo a 16.ª "novela das sete" exibida pela emissora.
Escrita por Janete Clair e Gilberto Braga, foi dirigida por Fábio Sabag e Reynaldo Boury e produzida em preto-e-branco.
Teve Carlos Alberto, Aracy Balabanian, Arlete Salles, Cláudio Cavalcanti, Bete Mendes, Marcelo Picchi, Grande Otelo, Heloísa Helena, Ítalo Rossi, Lupe Gigliotti, Luiz Baccelli, Reinaldo Gonzaga, Teresa Cristina, Daisy Lúcidi, José Augusto Branco, Neuza Amaral e Carlos Eduardo Dolabella nos papéis principais.

## Enredo
O maestro Clóvis Di Lorenzo (Carlos Alberto) é o autor de quatro peças (Romanza, Adagio, Allegro e Fuga) que lhe valeram certo respeito da opinião pública e o status de gênio entre seus pares. Ainda assim, ele é um artista frustrado, que considera seu trabalho medíocre e seu sucesso, uma farsa. Convencido de que as frequentes transmissões de seus concertos por emissoras de televisão são compradas com o dinheiro de sua família, rica e influente, e se julgando bajulado por todos, ele se torna um homem temperamental e solitário. Sua falta de confiança em si mesmo o impede de concluir sua quinta sinfonia, uma obra que ele considera que estará à altura do seu talento e que vai lhe conferir autoafirmação artística.
Clóvis mora numa mansão num bairro nobre do Rio de Janeiro, com a mãe, Marta (Lícia Magna), mulher elegante, porém, triste, infeliz e subjugada; o pai, Guido (Jorge Chaia), um homem de boa índole e dono da centenária fábrica de tecidos da família; a filha, Lia (Bete Mendes), jovem, bonita e voluntariosa, que herdou do pai o gosto pelas artes, faz balé por vocação. Adorada pela família, é uma moça alegre e feliz que vive de forma intensa suas paixões, sempre fulminantes; e, por fim, a irmã mais velha, Fabiana (Neuza Amaral), uma mulher infeliz, que administra os negócios da família e que, com sua exímia persuasão, cativa a todos. Sente inveja de mulheres bonitas e carrega a frustração de não ter filhos. O irmão acabou ocupando esse papel na vida dela. Fabiana o vê como uma propriedade sua e evoca a imagem de Branca, a falecida esposa de Clóvis e mãe de Lia, quando deseja exercer controle sobre ele.
Clóvis encontra o estímulo para criar quando conhece Cristina Lemos (Aracy Balabanian), uma jovem ingênua recém-chegada do interior do Paraná para trabalhar na conceituada Editora Tigre, que pertence a Edu Ribas (Carlos Eduardo Dolabella), amigo de infância de Clóvis, um homem excêntrico, cercado por amigos interessados em seu dinheiro, que vive com o avarento tio Santiago (Brandão Filho). Inicialmente, ela começa uma amizade com ele movida pela compaixão: desinformada, pensa que o homem amargurado e culto que conheceu na editora é um escritor fracassado. O maestro vê no equívoco uma oportunidade de se relacionar com alguém que não está interessada em adulá-lo, e os dois engatam um namoro. Com o tempo, Clóvis revela sua verdadeira identidade, e os dois se casam, enfrentando a oposição de Fabiana e Lia. Porém, o casamento não resolve a insegurança e as inquietações de Clóvis, que, de uma hora para outra, resolve desaparecer e levar uma vida anônima, fingindo ser um mendigo. Assim, conhece três pessoas que o ensinam a importância dos sentimentos e valores humanos sobre o status ou a riqueza. São elas: Myrian (Arlete Salles), Malaquias (Grande Otelo) e Maurício (Cláudio Cavalcanti).
Myrian Serpa é a secretária de Edu e que é secretamente apaixonada pelo patrão. Ajudou Cristina quando esta começou a trabalhar na editora, chegando a dividir o apartamento com ela. A educação precária que recebera na infância se reflete em seu comportamento espalhafatoso. Com o objetivo de vencer na vida, casou-se com um homem rico. A morte do marido, no entanto, a deixou desamparada, obrigando-a a entregar a filha, Sheila (Teresa Cristina), aos avós paternos a fim de garantir a educação da jovem. Sheila, por sua vez, tornou-se uma jovem mimada, que sente vergonha do comportamento da mãe e é dominada pela avó Eugênia Arantes (Heloísa Helena), uma senhora viúva, arrogante, prepotente e preconceituosa que faz de tudo para piorar a relação entre elas. No final, com a ajuda de Clóvis, mãe e filha se reconciliam e passam a ter uma saudável relação. Além disso, Myrian se casa com Edu.
Malaquias é o motorista de Edu. Divertido e carismático, salva o patrão das situações mais embaraçosas. Mora num sobrado com a atrapalhada cartomante Dona Alcinda (Joyce de Oliveira), a única que sabe do disfarce de Clóvis. Tem o costume de fazer economia com o salário que recebe para poder viajar e morar num lugar melhor. No fim, Malaquias consegue pôr em prática seus sonhos contando com a ajuda financeira do maestro.
Maurício, jovem pianista que tem pavor de palco. Aos 8 anos foi reconhecido pela crítica como garoto-prodígio, empolgando as mais exigentes plateias. O passado brilhante, no entanto, passou a ser um grande fardo em sua vida, uma vez que crescera e se tornara apenas um bom pianista. Sua mãe, Dalva (Lupe Gigliotti), o martiriza constantemente, pois deseja manter o reconhecimento triunfal do filho. Clóvis passa a viver um tempo em sua casa e o ajuda a se livrar do jugo materno e a se tornar um grande profissional.
A experiência adquirida ajuda Clóvis a renovar sua autoconfiança, seu equilíbrio e seu talento. Revigorado, ele reata com Cristina, que, nesse meio tempo, teve um rápido envolvimento com Edu, e é confortado pela família. Por fim, se apresenta no Teatro Municipal do Rio de Janeiro executando o Grand finale', a quinta sinfonia de sua autoria.
Há também a história de Henrique (Marcelo Picchi), conhecido como Rick, jovem líder de uma banda de rock que pretende cursar Astronomia na faculdade. É apaixonado por Lia, mas não pode ficar com ela, por empecilhos arquitetados por Fabiana. Fora criado pelo professor Paes Duarte (Ítalo Rossi), maestro agradável e primeiro mestre de Clóvis, mas tenta de todas as formas provar que é filho de Edu Ribas e que fora abandonado ainda pequeno.
Há o drama de Loretta (Daisy Lúcidi), a Lolô, pianista gaúcha e melhor amiga de Clóvis, que vive numa cadeira de rodas e precisa enfrentar o preconceito no meio artístico. Envolve-se com Ronaldo (José Augusto Branco), mais novo que ela, um pianista sedutor.
Outros personagens importantes na trama são: Jorge (Reynaldo Gonzaga), irmão de Branca, a primeira mulher de Clóvis, que é um homem contido, sério e honesto. Seu maior objetivo é decifrar a morte da irmã. Mas, para isso, precisa enfrentar os obstáculos impostos por Fabiana; Alice (Bibi Vogel), jovem empregada da família de Clóvis junto com sua mãe, a governanta Noêmia (Mary Daniel), e que cresceu apaixonada por ele, porém, acaba se envolvendo com Jorge; e Nelson Bávaro (Luiz Baccelli), executivo na fábrica de tecidos da família de Clóvis. É um homem ambicioso e perspicaz que, quase sempre, consegue o que quer, sobretudo com as mulheres. Sabe que Fabiana é apaixonada por ele e usa isso ao seu favor, sendo o único que consegue dominá-la.

## Elenco
| Ator                             | Personagem                          |
| -------------------------------- | ----------------------------------- |
| Carlos Alberto                   | Clóvis Di Lorenzo                   |
| Aracy Balabanian                 | Cristina Lemos                      |
| Neuza Amaral                     | Fabiana Di Lorenzo                  |
| Carlos Eduardo Dolabella         | Eduardo Ribas (Edu Ribas)           |
| Arlete Salles                    | Miriam Serpa (Mimi)                 |
| Bete Mendes                      | Lia Di Lorenzo                      |
| Cláudio Cavalcanti               | Maurício Prado                      |
| Marcelo Picchi                   | Henrique (Rick)                     |
| Grande Otelo                     | Malaquias                           |
| Lupe Gigliotti                   | Dalva                               |
| Ítalo Rossi                      | Paes Duarte                         |
| Heloísa Helena                   | Eugênia Arantes                     |
| Luís de Lima                     | Nelson Bávaro                       |
| Daisy Lúcidi                     | Loretta Cardoso (Lolô)              |
| José Augusto Branco              | Sebastião Vitorino / Ronaldo (Rudy) |
| Teresa Cristina Arnaud           | Sheyla Serpa Arantes                |
| Reinaldo Gonzaga                 | Jorge Lima Santos                   |
| Bibi Vogel                       | Alice Rangel                        |
| Brandão Filho                    | Santiago Ribas                      |
| Lícia Magna                      | Marta Di Lorenzo                    |
| Jorge Chaia                      | Guido Di Lorenzo                    |
| Joyce de Oliveira                | Dona Alcinda                        |
| Roberto Maya                     | Dr. Sérgio Aguiar                   |
| Abel Pêra                        | Frederico Vieira                    |
| Mary Daniel                      | Noêmia                              |
| Antônio Patiño                   | Orlando Salgado                     |
| Suzy Arruda                      | Lady Mildred / Beth Bochecha        |
| Fernando José                    | Josué                               |
| Norma Blum                       | Elvira                              |
| Irma Alvarez                     | Suzy                                |
| Paulo Padilha                    | Walter                              |
| Arnaldo Hauen                    | Lourival                            |
| Monique Lafond                   | Roberta (Betinha)                   |
| Ada Chaseliov                    | Ângela                              |
| Sérgio Fonta                     | Carlos Vieira (Carlinhos)           |
| Sérgio Eduardo Valente de Castro | Rubinho                             |
| Acelino Boeiro                   | Guilherme                           |
| Apolo Corrêa                     | Detetive Paquito                    |
| Arnaldo Cohen                    | Ele mesmo                           |
| Cauê Filho                       | Ernesto                             |
| Cristina Ortiz                   | Ela mesma                           |
| Cussy de Almeida                 | Ele mesmo                           |
| Durval Pereira                   | Maestro aposentado                  |
| Élcio Romar                      | Detetive Sampaio                    |
| Elisa Fernandes                  |                                     |
| Franklyn Dias                    | Advogado                            |
| Geyr Macedo Soares               | Henry                               |
| Goi Daninchi                     | Ele mesmo                           |
| Hugo Sandes                      | Frederico Vieira Jr.                |
| Ilka Soares                      | Selma                               |
| Isaac Karabtchevsky              | Ele mesmo                           |
| Jacques Klein                    | Ele mesmo                           |
| Jota Barroso                     | Vitório                             |
| Luiz Felipe                      | Tiquinho                            |
| Magnus Medeiros                  | Walter                              |
| Maralisi Tartarini               | Nina                                |
| Maria da Glória                  | Jandira                             |
| Maria Teresa Barroso             | Isaura                              |
| Mário Polimeno                   |                                     |
| Maysa                            | Ela mesma                           |
| Paulo Barbosa                    | Ele mesmo                           |
| Pepa Ruiz                        | Dona Maria da Penha                 |
| Rodolfo Siciliano                | Orlando                             |
| Samir de Montemor                | Abud                                |
| Valentina Godoy                  | Cora                                |
| Yara Côrtes                      | Dona Celina                         |

## Produção
Em 1975, Janete Clair foi escalada para escrever uma nova novela às 19h, que seria Bravo! - única novela da autora nesse horário. Este fato a deixou meio desprestigiada por largar o horário das 20h, que a consagrou, para trabalhar em outro que considerava mais leve. Magoada, achava que tinha sido rebaixada e nunca engoliu essa mudança. Porém, como grande telenovelista que era, transformou Bravo! num enorme sucesso de audiência. No entanto, Janete teve de deixar a trama por volta do capítulo 106, quando a telenovela Roque Santeiro foi censurada às vésperas de estrear. Não havia nenhuma sinopse pronta para ir ao ar, e a autora, conhecida pela capacidade de improvisar e criar com prazos curtos, foi convocada para escrever uma nova trama substituta que aproveitasse o elenco da novela censurada. O texto da novela foi Pecado Capital, um dos seus maiores sucessos na televisão. Confiou ao então iniciante Gilberto Braga escrever os capítulos restantes de Bravo!, com sua supervisão semanal.
Carlos Alberto, ao falar sobre seu papel como protagonista, afirmou: "Eu estava fora da TV há dois anos, mas, como tinha conhecimento de música clássica, a Janete me fez o convite e resolvi voltar." Tanto foi que o ator ensaiou com Júlio Medaglia as marcações de um maestro durante a execução das peças apresentadas na novela, e atuou em todas as cenas sem o auxílio de dublês. Como um concerto, a trama dividiu-se em cinco partes, correspondentes aos movimentos da sinfonia criada pelo protagonista: Romanza, Adagio, Allegro, Fuga e Gran Finale. A mudança de um movimento para outro se fazia com o aparecimento de uma nova partitura no vídeo.
Neuza Amaral sofreu uma cirurgia na trama, e cenas reais de uma operação plástica a que a própria atriz se submeteu na época, efetuadas pelo cirurgião plástico Paulo Barbosa, foram levadas ao ar para dar veracidade ao episódio. Na Casa da Mãe Pobre, Fábio Sabag dirigiu a cena que foi ao ar no capítulo 115, em 27 de outubro de 1975. "Apenas Elizabeth Taylor, em um filme de que não lembro o nome, fez uma cirurgia na realidade como se fosse a própria personagem”, disse a atriz.
Janete Clair planejava um final trágico para Clóvis Di Lorenzo. Gilberto Braga deu continuidade à sinopse da autora e, no fim, desejou matá-lo. Mas nenhum dos dois conseguiram escapar do melodrama característico das 19h: a produção da Globo, a pedido do público, impôs um final feliz ao maestro. Em 1980, Janete declarou: "(...) Bravo! também não teve o sucesso que eu esperava. No entanto, até hoje lembro dessa novela com muita saudade, porque eu lidava com música, que é algo que eu adoro". Bravo! foi adaptada para o Chile em 1989 com o título homônimo. 

## Exibição

### Outras Mídias
Nunca reprisada, foi disponibilizada pelo Globoplay em 09 de junho de 2025, através do Projeto Fragmentos, que visa resgatar obras incompletas cujos capítulos foram perdidos em incêndios ou no processo de substituição de mídias físicas por questões econômicas. Foram preservados seis capítulos: 01, 02, 99, 100, 197 e 198.

## Música

### Nacional
Capa: logotipo da novela
| N.º | Título                       | Música                     | Personagem              | Duração |  |
| 1.  | "Esse Tal de Roque Enrow"    | Rita Lee                   | Rick                    |         |  |
| 2.  | "Sempre Cantando"            | Moraes Moreira             | Malaquias               |         |  |
| 3.  | "O Amor Contra o Tempo"      | Denise Emmer               | Maurício                |         |  |
| 4.  | "Balada"                     | Luigi Paolo                | Clóvis e Cristina       |         |  |
| 5.  | "Um Resto de Sol"            | Gérson Conrad e Zezé Motta | Locação: Rio de Janeiro |         |  |
| 6.  | "Bravo!"                     | Orquestra Som Livre        | Abertura                |         |  |
| 7.  | "Inteira"                    | Luli e Lucina              | Lolô                    |         |  |
| 8.  | "Agora Só Falta Você"        | Rita Lee                   | Lia                     |         |  |
| 9.  | "Nosotros"                   | Joyce                      | Fabiana                 |         |  |
| 10. | "Montanhês"                  | Denise Emmer               | Lia e Maurício          |         |  |
| 11. | "Dentro de Mim Mora um Anjo" | Sueli Costa                | Myrian                  |         |  |
| 12. | "Valsa Branca"               | Orquestra Som Livre        | Lolô e Ronaldo          |         |  |
| 13. | "Piccadilly Rock"            | Eduardo Dusek              | Edu                     |         |  |

- Sonoplastia: Nestor de Almeida
- Coordenação geral: João Araújo
- Direção de produção: Guto Graça Mello
- Coordenação artística: Nelson Motta
- Assistente de produção: João Mello

### Trilha orquestrada
O sucesso da trilha sonora orquestrada foi tamanho que foram lançadas mais três peças clássicas posteriores: Bravo Volume 2 (1977), Bravo Volume 3 (1979) e Bravo Especial (1985).
| N.º | Título                                         | Música                        | Personagem            | Duração |  |
| 1.  | "História de 3 Amores"                         | Rachmaninoff                  | Clóvis e Cristina     |         |  |
| 2.  | "Adágio da Sonata ao Luar"                     | Raymond Lefèvre               | Clóvis                |         |  |
| 3.  | "Terceira Sinfonia Em Fá Maior (3° Movimento)" | Brahms                        | Fabiana               |         |  |
| 4.  | "Minueto Nº9"                                  | Paderewski                    | Professor Paes Duarte |         |  |
| 5.  | "Noturno Em Mi Bemol Maior (Opus 9 N° 2)"      | Chopin / Arthur Rubinstein    | Edu                   |         |  |
| 6.  | "Concerto Para Piano Em Si Bemol Menor"        | Tchaikovsky                   | Lia e Maurício        |         |  |
| 7.  | "Ária (Da Suíte em Ré Maior)"                  | Bach                          | Myrian                |         |  |
| 8.  | "Valsa das Flores"                             | Tchaikovsky                   | Clóvis                |         |  |
| 9.  | "Pompa e Circunstância"                        | Edward Elgar / Arthur Fiedler | Nélson                |         |  |
| 10. | "Canto do Cisne Negro"                         | Villa-Lobos                   | Alice e Jorge         |         |  |

- Coordenação geral: João Araújo
- Planificação e repertório: Toninho Paladino